# 朝鮮民主主義人民共和国の諜報・情報機関
朝鮮民主主義人民共和国の情報機関（ちょうせんみんしゅしゅぎじんみんきょうわこくのじょうほうきかん）は、朝鮮民主主義人民共和国（北朝鮮）における情報機関の概要を示している｡

## 概要
北朝鮮の情報機関は多数あるが、大まかにいって朝鮮人民軍に属する情報機関、秘密警察に属する情報機関、朝鮮労働党に属する情報機関に分けられる。2015年時点では、軍に所属する朝鮮人民軍偵察総局と党に所属する朝鮮労働党統一戦線部が外国を対象に硬軟織り交ぜて活動しており、朝鮮人民軍保衛司令部や国家保衛省などが国内の体制維持のために活動している。
これらの情報機関は､青瓦台襲撃未遂事件､ラングーン事件､軍事境界線を経由した数多くの侵入事件､潜水艦による侵入事件､金正日の妻の甥である李韓永の暗殺事件､金東植スパイ事件､大韓航空機爆破事件､日本人や韓国人などの外国人拉致､麻薬製造と密輸､不審船､武器の密売､偽札製造､偽旅券製造､親北朝鮮派の組織化､情報宣伝活動などさまざまな工作を行ってきたとされる｡

## 朝鮮人民軍の情報機関
詳細は､以下の各項を参照｡
- 朝鮮人民軍偵察総局
- 朝鮮人民軍保衛司令部
- 朝鮮人民軍総政治局 - 敵工部

## 秘密警察の情報機関
詳細は､以下の各項を参照｡
- 国家保衛省
- 社会安全省

## 朝鮮労働党の情報機関
2009年まで、朝鮮労働党の情報機関は、作戦部、対外情報調査部、統一戦線部、対外連絡部で構成されていた。平壌直轄市牡丹峰区域戦勝洞朝鮮労働党3号庁舎に作戦部、統一戦線部、対外連絡部の管理部門3つが集まっているため、通称3号庁舎と呼ばれていた。これは､アメリカ合衆国の諜報機関CIAが同組織の所在地名であるラングレーと通称で呼ばれるのと同様である。なお､対外情報調査部は､平壌の蒼光通りに面した本庁舎にあった｡
3号庁舎は､「朝鮮半島の平和統一というものはありえず、武力による赤化統一によって実現する」とする金日成・金正日の指導に基づいて組織された機関である。3号庁舎は､単なるスパイ組織の域を越えて､北朝鮮の政策決定に重要な役割を担う権力機構として機能している。
2009年に作戦部と対外情報調査部は朝鮮人民軍総参謀部偵察局と統合され、朝鮮人民軍偵察総局として拡大再編されている。また対外連絡部は第225部（室）として、統一戦線部の傘下機関に再編されている。
- 朝鮮労働党統一戦線部
- 朝鮮労働党作戦部（現・朝鮮人民軍偵察総局）
- 朝鮮労働党対外情報調査部（現・朝鮮人民軍偵察総局）
- 朝鮮労働党対外連絡部（現・統一戦線部第225部（室））